# Регаладо, Томас
Генерал Томас Эркулано де Хесус Регаладо Ромеро (исп. Tomás Herculano de Jesús Regalado Romero; 7 ноября 1861, Санта-Ана, Сальвадор — 7 июля 1906, Юпильтепеке, Гватемала) — сальвадорский военный и государственный деятель, президент Сальвадора (1898—1903).

## Биография
Его семья входила в число «Agujero de oro» («Золотого кольца») — 14-ти наиболее значимых семей Сальвадора. В юности в результате несчастного случая на мельнице потерял четыре пальца левой руки. В 1884 году окончил Военно-политехническое училище.
В июне 1890 года был одним из сторонник переворота во главе с генералом Карлосом Эсета, однако вскоре был заподозрен в измене новому президенту, арестован и два месяца провел в тюрьме. Опасаясь за свою жизнь, перебрался сначала в Гватемалу, а затем — в Париж, где его брат Элаль обучался медицине.
В 1892 году принимает решение вернуться в Центральную Америку и некоторое время живёт в Коста-Рике, затем с помощью матери переезжает в Гватемалу, где вступает в контакты с политиками, оппозиционными генералу Эсете.
Со своим лучшим другом Рафаэлем Антонио Гутьерресом, с которым имел в Гватемале общий сельскохозяйственный бизнес, он входил в состав заговорщиков, которые в конце апреля 1894 году свергли президента Карлоса Эсета в результате так называемой Революции Сорока Четырёх (исп. Revolución de los 44). Став генералом армии Сальвадора, он был назначен командующим первой артиллерийской бригады.
В ноябре 1898 года он сам пришёл к власти путём свержения президента Гутьерреса. Своим первым решением он исключил Сальвадор из Соединенных Штатов Центральной Америки, созданных по инициативе президента Гондураса, создание которых поддержал его предшественник. В 1899 году Регаладо был избран на четырёхлетний срок полномочий президентом Сальвадора. На этом посту поддержал противников режима Мануэля Эстрады Кабреры в Гватемале и предоставил им убежище на территории страны.
На посту президента он сумел сбалансировать государственные финансы и провести встречу глав государств Центральной Америки, посвященную стабилизации цен на кофе. Он принял решение о развитии железных дорого в Сальвадоре. Также создал специальные подразделения полиции Policía Rural Montada, на основе которых впоследствии была сформирована Национальная гвардия. Были созданы советы по развитию сельского хозяйства и здравоохранения, открыты: больница Росалеса, сельскохозяйственное училище, модернизировано Военно-политехническое училище, начато строительство Национального театра в Санта-Ане, создается законодательство, регулирующее работу банков-эмитентов и регулирующее ипотечное кредитование. К концу его правления Сальвадор закрыл свои внешние долги.
Был в Сальвадоре последним президентом, кто пришел к власти с помощью силы в XIX веке. Его мирная передача власти президенту Педро Хосе Эскалону в 1903 году, позволила достичь политической стабильности (до переворота 1931 года). В администрации последнего занял пост начальника генерального штаба сухопутных войск, эквивалентную должности командующего Вооруженными силами страны.
В 1906 году возглавил армию Сальвадора, которая вторглась на территорию Гватемалы. В битве у Эль-Энтресихо он был тяжело ранен и вскоре скончался. Его тело было передано гватемальскими властями матери военачальника. Он был похоронен в Санта-Ане, на кладбище Санта-Исабель.